# Cosenza
Cosenza (lateinisch Consentia) ist die Hauptstadt und das kulturelle Zentrum der gleichnamigen Provinz in der Region Kalabrien in Italien mit 63.701 Einwohnern (Stand 31. Dezember 2023).

## Geografie

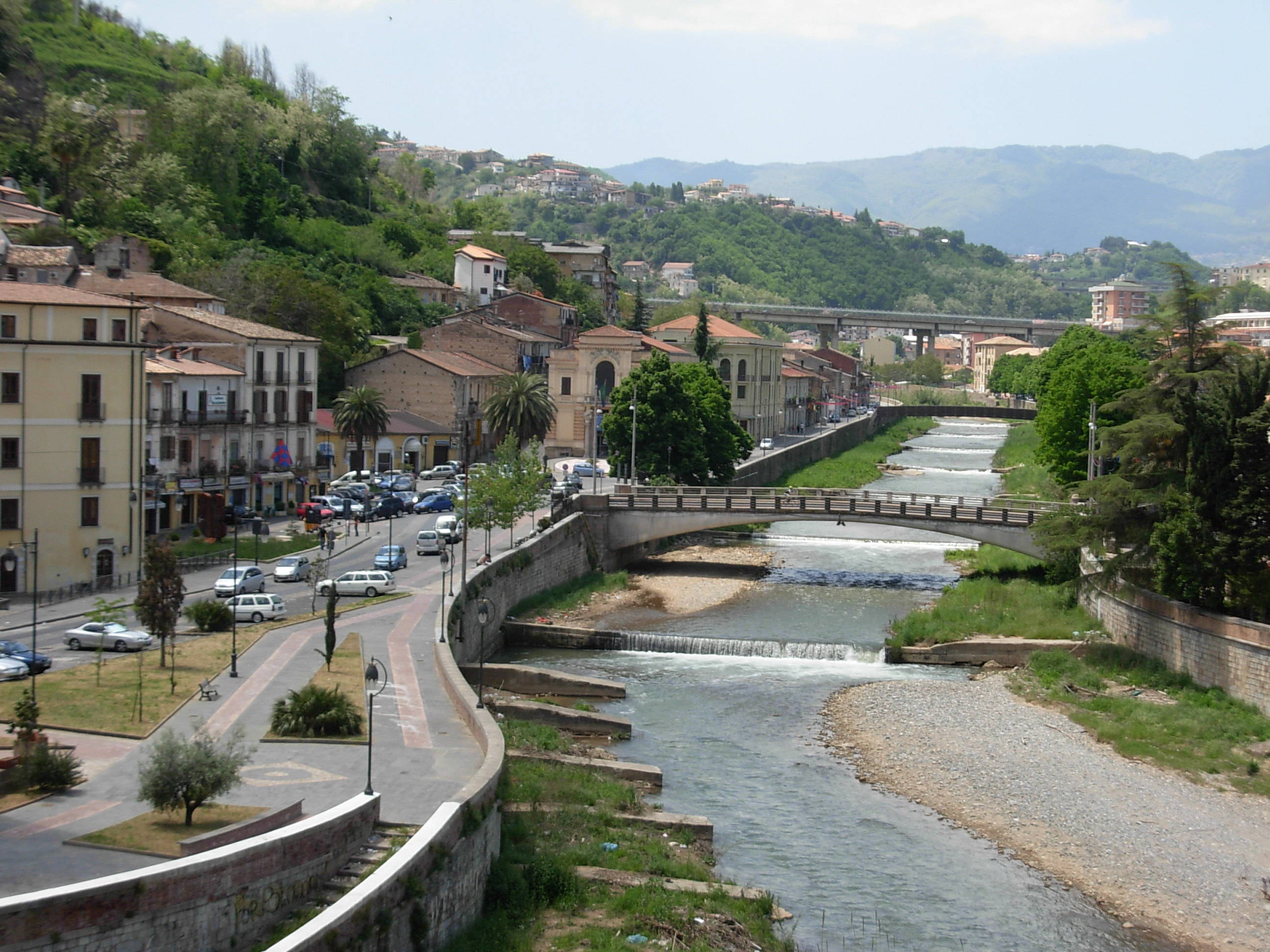
Der Busento in Cosenza

Cosenza liegt am Zusammenfluss von Crati und Busento in 238 m Höhe am Fuße des Sila-Gebirges.
Die Entfernung nach Catanzaro beträgt 95 km und nach Neapel 315 km.
Die Nachbargemeinden sind Aprigliano, Casali del Manco, Castrolibero, Dipignano, Mendicino, Paterno Calabro, Piane Crati, Pietrafitta, Rende, Rovito und Zumpano.

## Geschichte
Cosenza, das antike Consentia, wurde im 4. Jahrhundert v. Chr. durch den Volksstamm der Bruttier (Bruttii) gegründet und war deren Hauptstadt. Erstmals erwähnt wird es im Zusammenhang mit der Expedition des molossischen Königs Alexander I. von Epirus nach Süditalien, der hier 330 v. Chr. beerdigt wurde. Im Zweiten Punischen Krieg schloss sich die Stadt zuerst nicht wie der Hauptteil der Bruttier Hannibal an, musste sich aber bald dem karthagischen Feldherrn Himilkon ergeben. Drei Jahre später, 213 v. Chr., erscheint Consentia zwar unter den Verbündeten Roms, stand aber später wieder auf Seite der romfeindlichen Städte und fiel erst 204 v. Chr. dauerhaft an die Römer. Es war stark von der griechischen Kultur beeinflusst. Cosentia wird auch anlässlich des Krieges Roms gegen Spartacus als wichtige Stadt erwähnt. Während der römischen Bürgerkriege belagerte Sextus Pompeius 40 v. Chr. die Stadt, konnte sie aber nicht einnehmen. Bekannt war sie für ihren Obst- und Weinbau; die Apfelbäume trugen jährlich zweimal Früchte. Sie entwickelte sich zu einem Wirtschaftszentrum an der Via Popilia.
In der Kaiserzeit erwähnen antike Autoren Consentia selten. Im Jahre 410 soll Alarich I., der König der Westgoten, nach der Plünderung Roms in Cosenza gestorben und mit seiner Beute im Flussbett des Busento begraben worden sein. Das Grab wurde bisher nicht gefunden. August Graf von Platen schrieb 1820 darüber die Ballade Das Grab im Busento.
Nach dem Ende des Weströmischen Reichs fiel Cosenza an die Byzantiner und war dann zwischen Langobarden und Sarazenen heftig umstritten. Im 7. Jahrhundert wurde es Sitz eines Bistums, das 1150 zum Erzbistum erhoben wurde. Im 11. Jahrhundert kam die Stadt unter die Herrschaft der Normannen. 1091 empörte sie sich gegen Roger Guiscard, wurde aber wieder unterworfen. Unter den Staufern war sie der Sitz des kalabrischen Hofs. Anschließend leistete Cosenza erbitterten Widerstand gegen die Herrschaft der Anjou. 1461 wurde es von Roberto Orsini erobert und erlitt dabei schwere Schäden. Ab 1500 stand es unter der Kontrolle Spaniens. Von 1555 bis 1561 war es das Zentrum der von der Inquisition angeordneten Verfolgung der Waldenser, die sich hier gegen Ende des 14. Jahrhunderts angesiedelt hatten.
1707 folgten die Österreicher den Spaniern in der Herrschaft über das Königreich Neapel, das dann an die Bourbonen fiel. 1799 gehörte Cosenza zur kurzlebigen Parthenopäischen Republik und wurde von Kardinal Ruffo für die Bourbonen zurückerobert. 1806–15 befand sich die Stadt unter französischer Hegemonie. Danach war sie Teil des Königreichs beider Sizilien und Schauplatz mehrerer Erhebungen für die italienische Unabhängigkeit von der bourbonischen Dominanz. Den Höhepunkt bildete hierbei der erfolglose Aufstand von 1844 der Gebrüder Bandiera, die nahe Cosenza hingerichtet wurden. 1861 kam die Stadt schließlich zum neugebildeten Königreich Italien.
Cosenza wurde wiederholt durch Erdbeben verwüstet, so 1181, 1638 und am 4. Februar 1783, wo mehr als 30.000 Menschen den Tod fanden und alle älteren Bauwerke einstürzten. Es litt ferner durch die Erdbeben vom 13. Februar 1854 und 4. Oktober 1870. Ein weiteres Erdbeben erschütterte 1905 die Stadt. Im Zweiten Weltkrieg richteten alliierte Bombenabwürfe schwere Zerstörungen in Cosenza an.

## Verkehr
Cosenza liegt an der Bahnstrecke Sibari–Cosenza und an der Schmalspurstrecke Catanzaro–Cosenza der Ferrovie della Calabria (FC). 1915 wurde die Zahnradbahn Paola–Castiglione Cosentino eröffnet, die 1987 durch eine Neubaustrecke mit dem Santomarco-Basistunnel ersetzt wurde. Gleichzeitig wurde der alte Kopfbahnhof durch einen neuen ersetzt.

## Kultur und Sehenswürdigkeiten

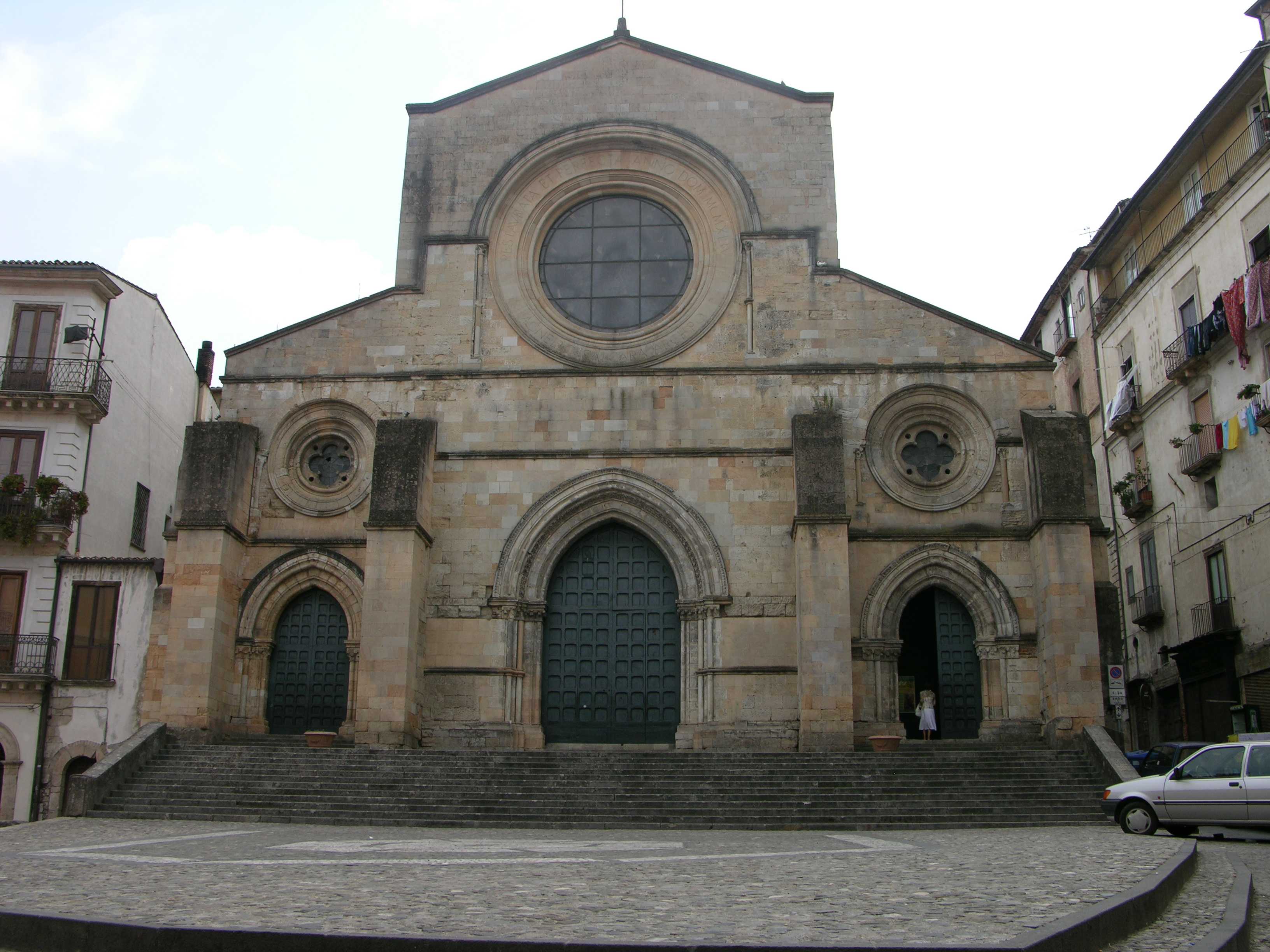
Dom von Cosenza

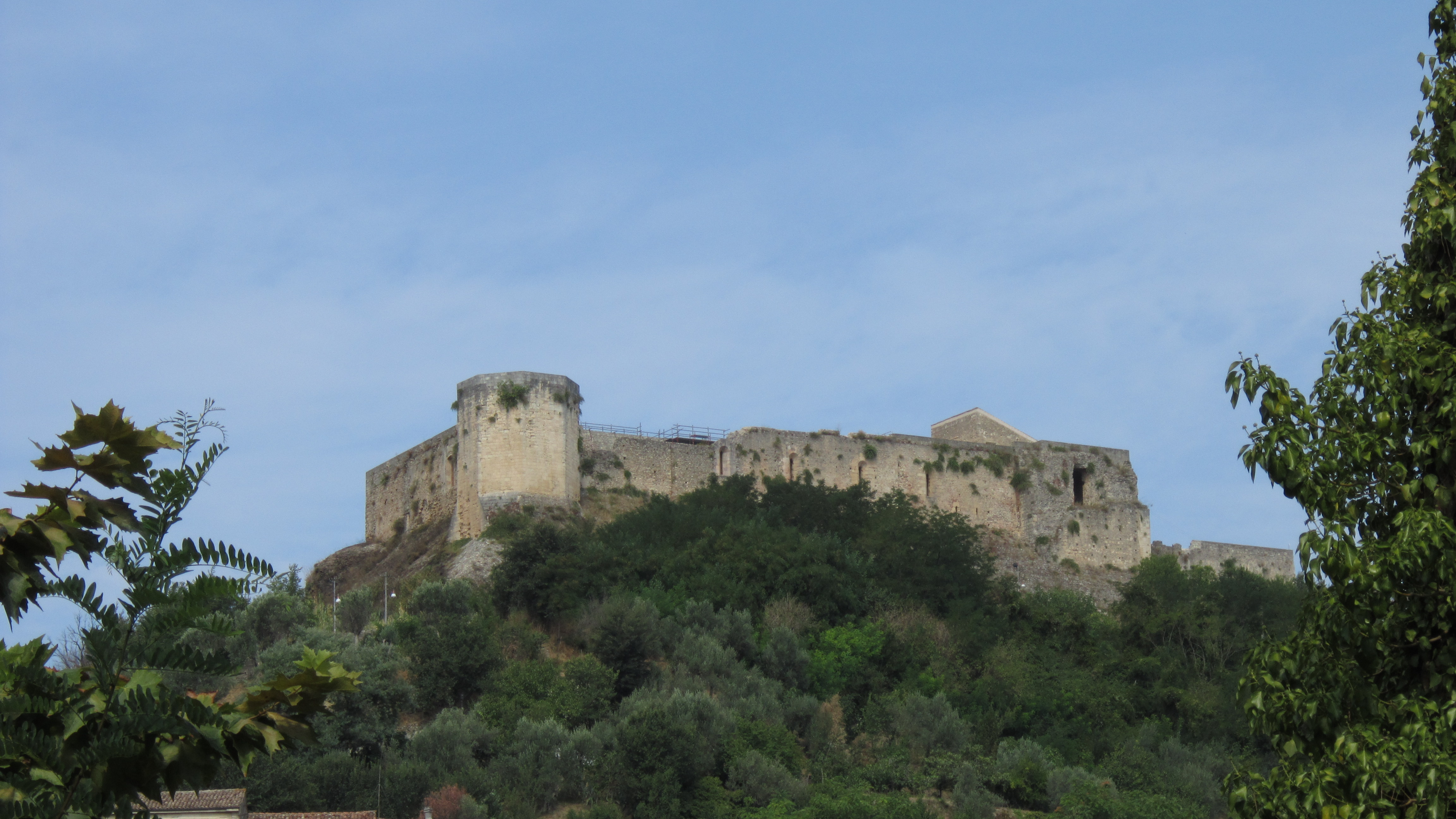
Castello Svevo

Stadttheater in Cosenza

- Der um 1100 in romanisch-gotischem Stil erbaute Dom (Cattedrale di Santa Maria Assunta) birgt das Grabmal des römisch-deutschen Königs und Königs von Sizilien Heinrich (VII.) aus dem Geschlecht der Staufer, der an den Folgen eines Sturzes vom Pferd am 12. Februar 1242 in Martirano verstorben war und hier von seinem Vater Kaiser Friedrich II. bestattet wurde.
- Auch eines der beiden Grabmäler der französischen Königin Isabella von Aragón, die auf der Rückreise vom Siebten Kreuzzug am 28. Januar 1271 in Cosenza – ebenfalls an den Folgen eines Sturzes vom Pferd – verstarb und hier teilbestattet wurde, befindet sich im Dom.
- Auf einer Anhöhe liegen die Ruinen des vermutlich im 5. Jahrhundert von Byzantinern errichteten und von Friedrich II. umgebauten Castello Svevo.
- Sehenswert sind das im Jahr 1887 zu Ehren des Komponisten Alfonso Rendano erbaute Theater, die Stadtbibliothek und das seit 1803 bestehende Cafe Renzelli.
- Die byzantinische italienisch-griechische-albanische Santissimo Salvatore (in Arbëresh, IPA: [ar'bəreʃ]: Qisha Arbëreshe Kosenxë) in Corso Plebiscito

## Persönlichkeiten
Söhne und Töchter der Stadt:
- Pietropaolo Parisio (1473–1545), Kardinal und Jurist
- Bernadino Telesio (1509–1588), Philosoph
- Antonio Serra († nach 1613), Merkantilist
- Giovanni Battista Salerni (1670–1729), Kardinal der römisch-katholischen Kirche
- Scipione Sersale (1691–1751), Bischof von Sora und Lecce
- Luigi Fera (1866 oder 1868–1936), Jurist und Politiker
- Pasquale Rossi (1867–1905), Soziologe und Arzt
- Louis Capozzoli (1901–1982), Jurist und Politiker
- Giuseppe Maria Sensi (1907–2001), Kardinal der römisch-katholischen Kirche
- Francesco Spadafora (1913–1997), Priester, Bibelwissenschaftler, Exeget und Schriftsteller
- Giacomo Mancini (1916–2002), Politiker
- Pablo Moreno (1923–1980), uruguayisch-argentinischer Tangosänger
- Francesco Leonetti (1924–2017), Schriftsteller und Dichter
- Riccardo Misasi (1932–2000), Politiker
- Sergio Pastore (1932–1987), Filmregisseur, Drehbuchautor und Filmproduzent
- Stefano Rodotà (1933–2017), Jurist, Hochschullehrer und Politiker
- Antonio Rodotà (1935–2006), Industriemanager und Generaldirektor der ESA
- Gino Trematerra (* 1940), Politiker
- Alfredo Antoniozzi (* 1956), Politiker
- Donato Oliverio (* 1956), Geistlicher der italo-albanischen Kirche und Bischof der Eparchie Lungro
- Antonio Bonifacio (* 1957), Filmregisseur
- Giuseppe La Rosa (* 1963), Filmregisseur
- Flavia Fortunato (* 1964), Popsängerin
- Roberto Mastroianni (* 1964), Jurist
- Fabio Nunziata (* 1965), Filmeditor
- Angelica di Silvestri (* 1967), dominicanische Skilangläuferin
- Tatiana Trouvé (* 1968), Künstlerin
- Giuseppe Pancaro (* 1971), Fußballspieler
- Mark Iuliano (* 1973), Fußballspieler
- Gaetano Posterino (* 1974), Tänzer, Choreograph und Tanzregisseur für Ballett, Tanztheater und Oper
- Luigi De Donato (* 1975), Opernsänger (Bass)
- Stefano Fiore (* 1975), Fußballspieler
- Stefano Morrone (* 1978), Fußballspieler
- Francesco Reda (* 1982), Radrennfahrer
- Aiello (* 1985), Popsänger
- Rosalba Forciniti (* 1986), Judoka
- Nicola Belmonte (* 1987), Fußballspieler
- Salvatore Frega (* 1989), Pianist und Komponist für zeitgenössische und experimentelle Musik
- Damiano Quintieri (* 1990), Fußballspieler
- Gianluca Marzullo (* 1991), Fußballspieler
- Luca Garritano (* 1994), Fußballspieler
- Andrea Tschukanow (* 1995), russischer Fußballspieler
- Antonio Fuoco (* 1996), Automobilrennfahrer
- Cristina Tartarone (* 2001), Squashspielerin

Ehrenbürger
- Serafino Sprovieri (1930–2018), römisch-katholischer Erzbischof von Benevent